# MSM7000
Az MSM7000 sorozat a Qualcomm által gyártott, ARM processzorokon alapuló egylapkás rendszerek sorozata, amelyet kézi eszközökben, különösen okostelefonokban való felhasználásra terveztek.
Ezek az egylapkás rendszerek (SoC-ok) több processzormaggal rendelkeznek, ám ellentétben a kortárs processzorcsipekkel, mint például az AMD Athlon/Phenom és az Intel Core sorozata, ezekben a több mag nem használható alkalmazások futtatására a szimmetrikus többprocesszoros működést biztosító operációs rendszerekben. Csak egy mag áll rendelkezésre az operációs rendszer és a felhasználói alkalmazások futtatásához.
Ezek a SoC-ok általában a következő 4 maggal rendelkeznek:
- alkalmazásprocesszor, ARM1136J-S, Windows Mobile / Android / Linux / stb. operációs rendszer futtatására
- alkalmazási DSP, QDSP5000, médiával kapcsolatos kódolási/dekódolási feladatokat végez
- alapsávú processzor, ARM9, egy valós idejű operációs rendszer és a GSM stack futtatására szolgál
- alapsávú DSP, QDSP4000, kódolást/dekódolást végez a telefóniához

A CPU magokon kívül a csipek kiegészítő hardvereket is tartalmaznak, mint 2D grafikus hardver, 3D (OpenGL ES 1.1) grafikus hardver, médiagyorsító hardver (videó dekódoláshoz, stb.), és különböző interfészek (billentyűzet, kijelző, MDDI, USB, kamera, TV, stb.). Tartalmaznak még egy AXI vezérlőt, ami az ARM szabványos sínrendszere, melyen a SoC részegységei kommunikálnak egymással.
Ezeket a csipeket széles körben használták a HTC Corporation (mind a Windows Mobile, mind az Android rendszerű) eszközeiben, a Sony Ericsson, LG Group, Samsung, ZTE és egyéb cégek készülékeiben, például a Zeebo okostelefonokban.

## MSM7200, MSM7200A, MSM7201, MSM7201A
Az A jelű verziók magasabb értékű specifikációkkal rendelkeznek (frekvenciák) és egy kisebb csíkszélességű gyártási folyamattal készültek (90 nm helyett 65 nm). A 7x01-es változatok a 7x00-ás verzióktól eltérő rádióval rendelkeznek.
Népszerű telefonok, amelyek ezeket a processzorokat használják:
- MSM7200 400 MHz (valójában 384 MHz), 90 nm;[2] HTC Touch Dual/Touch Cruise, HTC S730, HTC TyTN II
- MSM7201 400 MHz, 90 nm;[3] Palm Treo Pro, Pharos Traveler 117, Pharos Traveler 127
- MSM7200A 528 MHz, 65 nm;[4] HTC Magic, HTC Hero GSM, HTC Tilt 2, Motorola CLIQ, Motorola CLIQ XT, Motorola Backflip, Samsung i7500 Galaxy, T-Mobile Pulse UK, Sony Ericsson Xperia X1
- MSM7201A 528 MHz, 65 nm;[5] HTC Dream, HTC Magic, HTC Diamond, T-Mobile Comet US(Huawei Ideos U8150), HTC Touch Pro, Zeebo

## MSM7500, MSM7501, MSM7500A, MSM7501A
Alapvetően ugyanaz, mint a MSM7200, de CDMA rádióval a GSM rádió helyett. Az A jelű verziók magasabb értékű specifikációkkal rendelkeznek (frekvenciák) és egy kisebb csíkszélességű gyártási folyamattal készültek (90 nm helyett 65 nm). A 7x01-es változatok rádiója eltér a 7x00-as verziókétól.

## MSM7600, MSM7601, MSM7600A, MSM7601A
Ugyanaz, mint az MSM7200A, de a GSM mellett CDMA funkciókkal, amelyek bármelyike opcionálisan letiltható. Az A jelű verziók magasabb értékű specifikációkkal rendelkeznek (frekvenciák) és egy kisebb csíkszélességű gyártási folyamattal készültek (90 nm helyett 65 nm). A 7x01-es változatok rádiója más, mint a 7x00-as verzióknak.
Ezeket a processzorokat használó népszerű telefonok:
- MSM7600A 528 MHz, 65 nm; HTC Hero CDMA,[6][7] HTC Touch Pro2 - Verizon CDMA specs,[8][9] BlackBerry 8530

## MSM7x25
Az MSM7225 és MSM7625 később bekerült a Snapdragon S1 családba, lásd a Snapdragon S1 információit.

## MSM7x27

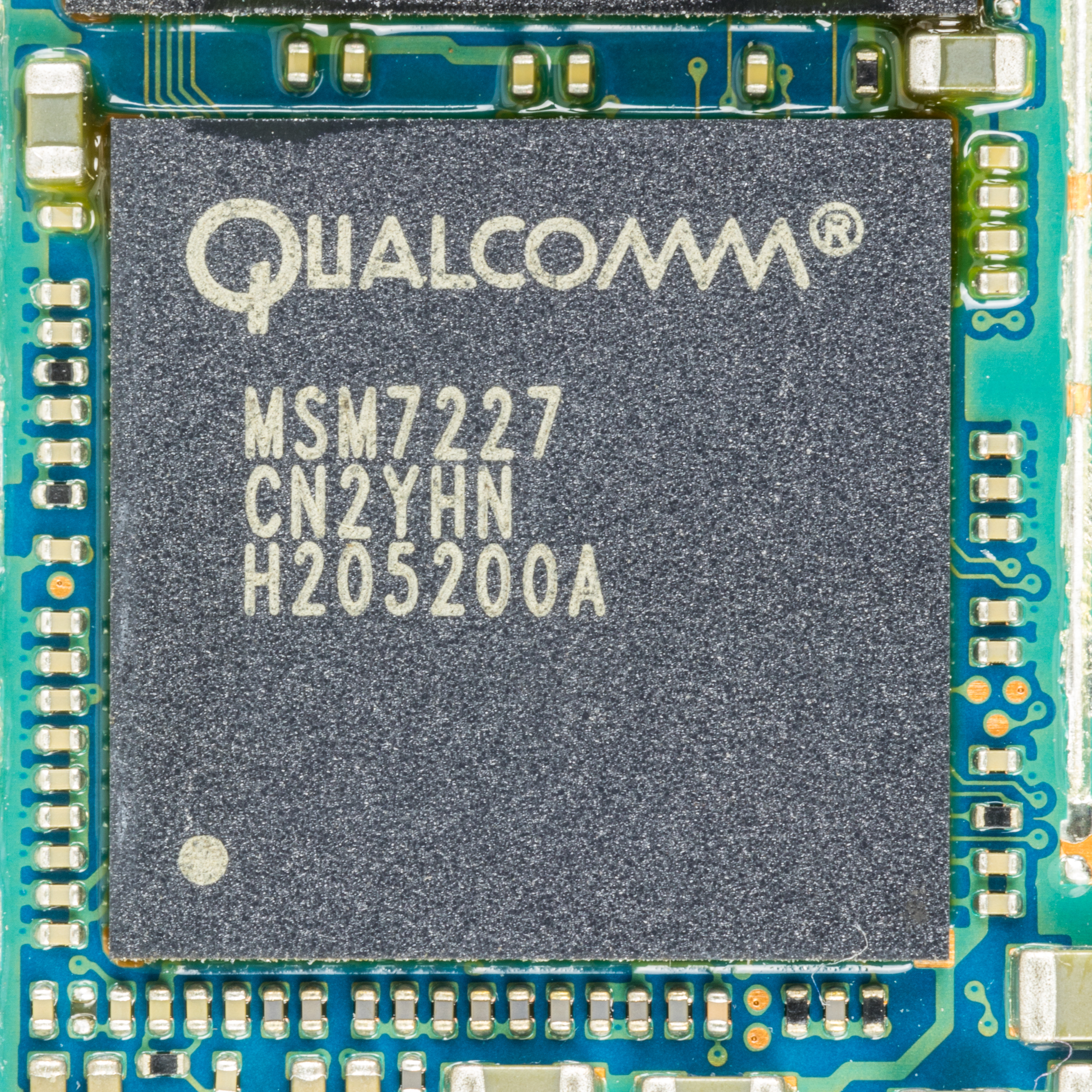
Qualcomm MSM7227A

Az MSM7227 és MSM7627 később bekerült a Snapdragon S1 családba, lásd a Snapdragon S1 információit.

## MSM7x30
Az MSM7230 és MSM7630 később bekerült a Snapdragon S2 családba, lásd a Snapdragon S2 információit.

## Fordítás
Ez a szócikk részben vagy egészben  a   MSM7000 című angol Wikipédia-szócikk ezen változatának fordításán alapul.  Az eredeti cikk szerkesztőit annak laptörténete sorolja fel. Ez a jelzés csupán a megfogalmazás eredetét és a szerzői jogokat jelzi, nem szolgál a cikkben szereplő információk forrásmegjelöléseként.